# Vimalakírti szútra

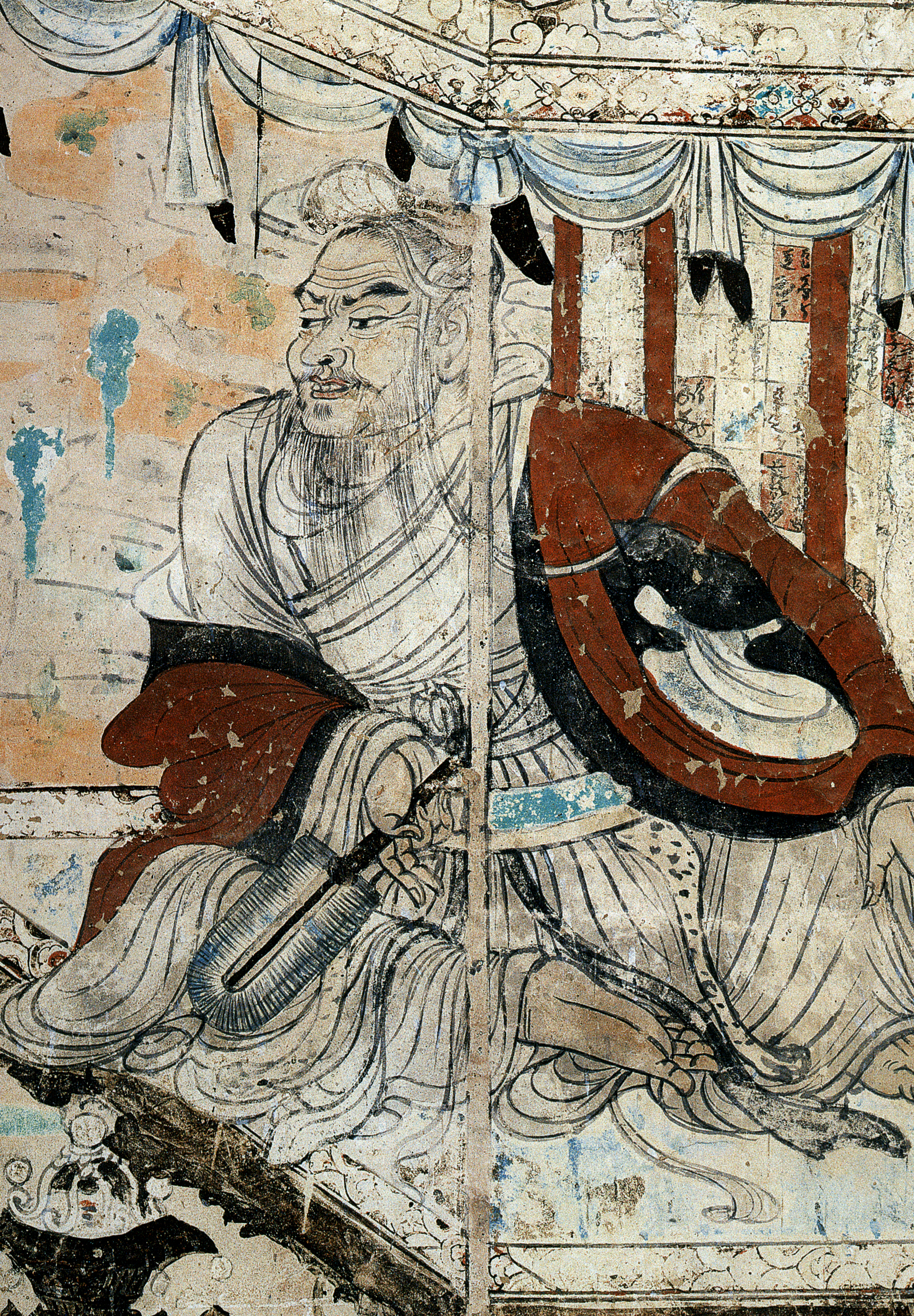
Vimalakírti Mandzsusrí bodhiszattvával vitázik. Falfestmény a Mokao-barlangokból, Tang-dinasztia

A Vimalakírti szútra (szanszkrit: विमलकीर्तिनिर्देशसूत्र) vagy Vimalakírti-nirdésa szútra mahájána buddhista szútra. A címben olykor használatos nirdésa szó kijelentése „instrukció, tanács”. A szútra többek között a non-dualizmus jelentését magyarázza el. Beszámol arról a tanításról, amelyet Vimalakírti upászaka (világi gyakorló) adott arhatok és bodhiszattvák számára. Ennek a tanításnak a lényege a súnjata (üresség) tana. A tanítás tetőfokát a csend szavak nélküli tanítása jelenti.
Ez a szútra a rámenős humora és rugalmassága miatt jelentőssé vált a kelet-ázsiai buddhizmusban. Szintén fontosnak tekintik a mahájána buddhizmusban, amiért ez a szútra figyelembe veszi és tiszteletben tartja a világi gyakorlókat, és a nőknek is egyenlő szerepet ad a buddhizmusban.

## Eredete
Burton Watson fordító szerint a Valmakírti szútrát valószínűleg Indiában írták i. sz. 100 körül. Több alkalommal lefordították kínai nyelvre, legelőször 188-ban, amely azonban elveszett később. Ezt a fordítást egy kusán szerzetes, Lókakséma részére tulajdonítják, aki Gandhárából látogatott el Kínába. Később hat alkalommal fordították le a szútrát, amelyek közül a két legjelentősebb  Kumáradzsíva (406), és Hszüan-cang (650) verziója volt. A 9. században a tibeti Csönyi Culrim (whylie: Chos-nyid-tshul-khrims) fordította le tibeti nyelvre. A japán változatok többsége Kumáradzsíva verziójából születtek. 1999-ben Hiszao Takahasi, a Taisho Egyetem professzora a kínai kormány Potala gyűjteményében felfedezett egy eredeti szanszkrit változatot. 2007-ben a Nágárdzsuna Intézet (Nagarjuna Institute of Exact Methods) kiadta az Árjavimalakírtinirdeso Náma Mahájánaszútram címre keresztelt szútra latin betűs változatát.

## Buddha-vacsanaként
A Vimalakírti szútra egy tipikus buddha-vacsanának, azaz Buddha tényleges tanításának tekintik, még akkor is, ha a szútra maga ezt nem állítja, ráadásul a szútrában nem is kizárólag a Buddha beszél.

### Tartalma
A szútrában Sákjamuni Buddha egy nagy számú szerzetesekből, bodhiszattvákból, világi emberekből, valamint dévákból és egyéb nem emberi lényből álló hallgatóság számára tanítja a dharmát az indiai Vaisáli városában található Amra kertekben. Vimalakírti, egy gazdag buddhista bodhiszattva, az erény mintaképe, betegséget színlel. Amikor a régió uralkodója és más hivatalnokok látogatást tesznek hozzá, megragadja a lehetőséget és dharmatanítást ad nekik.
Amikor Sákjamuni Buddha értesül erről, megkéri tíz legfőbb tanítványát, hogy látogassák meg Valmakírtit, ám ennek egyikük sem engedelmeskedik mondván, hogy korábban Valmakírti valamilyen dharma értésbeli hiányosságuk miatt megszólta őket. Ugyanígy történik néhány bodhiszattvával is, míg végül Mandzsusrí, a bölcsesség bodhiszattvája bele nem egyezik.
Vimalakírti és Mandzsusrí ezután Vimalakírti szobájában vitatják meg a tanítások bizonyos pontjait, amelynek varázslatos módon váratlanul nagy hallgatósága is támad. Később a két bodhiszattva csatlakozik Buddhához az Amra kertekben, ahol tovább társalognak a dharmáról és bemutatják természetfeletti képességeiket is. A szútra azzal végződik, hogy élteti magát a szútrát, majd Sákjamuni Buddha felkéri Maitréja bodhiszattvát, a következő kor buddháját, hogy vigyázzon a szútrára és terjessze azt széles körben.

### A csend használata
A Vimalakírti szútra két drámai és ellentétes elcsendesülési pillanatot ajánl az olvasó számára. Az első Száriputta csendje, aki egy istennővel való kommunikáció során maradt csendben. Másodszor Vimalakírti marad csendben, amikor bodhiszattvákkal társalognak az ürességről. A bodhiszattvaák különböző választ adnak a non-dualitással kapcsolatban. Legutoljára Mandzsusrí azt feleli, hogy a válaszadás a kérdésre már dualizmusnak számít. Vimalakírti feleletében csendben marad. 
A csendben maradással a Vimalakírti szútra a csan és a zen buddhista hagyomány előfutárának számít, azáltal, hogy elkerülte a pozitív válaszadást az objektív valósággal kapcsolatban.

## Fordításai

### Szanszkrit
1981-ben a Felsőfokú Tibeti Tanulmányok Központi Intézete kiadta a Vimalakírti-nirdésa szútra egy szanszkrit nyelvű fordítását Āryavimalakīrtinirdeśo Nāma Mahāyānasūtram (आर्यविमलकीर्तिनिर्देशो नाम महायानसूत्रम्) címmel.

### Kínai
Három ősi kínai fordítás maradt fenn:
1. Fo-suo Vej-mo-csie Csing (Foshuo Weimojie Jing) (佛說維摩詰經) – 2 kötet, fordította: Csi Csian 223-228-ban (Taisó Tripitaka 474)
2. Vej-mo-csie Szuo-suo Csing (Wéimójié Suǒshuō Jīng) (維摩詰所說經) – 3 kötet, fordította: Kumáradzsíva 406-ban (Taisó Tripitaka 475)
3. Suo Vu-kou-cseng Csing (Shuō Wúgòuchēng Jīng) (說無垢稱經) – 6 kötet, fordította: Hszüan-cang 650-ben (Taisó Tripitaka 476)

Ezeken felül Lókakséma (188), Dharmaraksa  (308 CE), Upasúnja (545 CE) és Dzsnyánagupta (591 CE) is készített kínai nyelvű fordításokat. A három máig fennmaradt fordítás közül Kumáradzsíváé lett a legnépszerűbb.

### Japán
Japánban a legtöbb fordítást Kumáradzsíva változatából készítették. A Yuimagyō Gisho (維摩経義疏), azaz a Szövegmagyarázat a Vimalakírti szútrához, a japán buddhizmus korai művének számít.

### Tibeti
A Vimalakírti szútra két fordítása létezik tibeti nyelven, amelyek az eredeti szanszkrit szöveg felhasználásával készültek. Csönyi Culrim fordítása a 9. században készült.

### Magyarul
- Kertész Éva. Vimalakirti szútra - Lótusz szútra. Farkas Lőrinc Imre (2000). ISBN 9637310770
- Vimalakirti szútra. Mahájána buddhizmus szentiratai; ford. Kertész Éva / Lótusz szútra; ford., bev., jegyz. Porosz Tibor; Farkas Lőrinc Imre, Bp., 2000